# 489 av. J.-C.
Cette page concerne l'année 489 av. J.-C. du calendrier julien proleptique.

## Événements
- 2 septembre : début à Rome du consulat de Caius Iulius Iullus et Publius Pinarius Mamercinus Rufus[1].

- Aristide le Juste, chef du parti oligarchique, est élu archonte à Athènes[2].
- Miltiade tente de chasser les Perses de la mer Égée mais il échoue devant Paros qu'il assiège pour son compte personnel. Ses adversaires démocrates, surtout Xanthippe, le père de Périclès, l'accusent de trahison et il est condamné à une amende de 50 talents. Incapable de payer il meurt en prison peu après des suites d'une blessure reçue au siège de Paros qui s'était gangrénée[3].

## Décès en -489
- Miltiade, stratège athénien, vainqueur de Marathon.